# Neothysanis bicolor
Neothysanis bicolor är en fjärilsart som beskrevs av Paul Dognin 1900. Neothysanis bicolor ingår i släktet Neothysanis och familjen mätare. Inga underarter finns listade i Catalogue of Life.